# Centro Latinoamericano de Asesoría Empresarial
El Centro Latinoamericano de Asesoría Empresarial (CLAE) fue una red de empresas peruanas  fundada en 1978 y operada por Carlos Manrique Carreño. Su negocio se trató de un sistema de esquema piramidal que fue popular en la década de 1990. Otorgaba beneficios económicos de entre 80 y 100 % anuales a sus ahorristas, llegando a manejar hasta 360 millones de dólares provenientes de unas 160 mil personas.
En 1993 CLAE fue intervenida y posteriormente disuelta por no poder acreditar sus supuestas inversiones, ni mostrar libros contables. Manrique huyó a los Estados Unidos siendo capturado y extraditado al Perú, donde fue encarcelado hasta 2001.

## Historia
Se fundó en 1978 por el empresario cuzqueño Carlos Remo Manrique Carreño, conocido popularmente como «Cheverengue». Tuvo un capital de 100 mil soles.
Según Ciro Silva Paredes, expresidente de la Unión Nacional de Claeistas, la empresa se desarrolló en la informalidad. Ya organizada como sociedad anónima, CLAE operó un sistema similar a la esquema piramidal con 250 000 clientes entre 1989 y 1992. Debido a que incluyeron como inversores a empleados públicos jubilados y exoficiales de las Fuerzas Armadas con la promesa de retornar los fondos, se consideró como la mayor estafa financiera en la historia de Perú. Para entonces, en 1993, la red captó fondos de 200 millones de dólares anuales.
Las sospechas motivaron a la Superintendencia de Banca y Seguros solicitar el origen de los ingresos. Se propuso formalizar la empresa; sin embargo, la SBS lo denegó debido a una posible banca paralela que planearon erradicarlo.
Fue en 1993 donde se descubrió la estafa. Es por eso que la Superintendencia tomó acciones legales. Debido a su posterior fuga a Estados Unidos y un intento de soborno a Vladimiro Montesinos para ocultar el escándalo, Manrique fue capturado y deportado para su arresto por la Policía peruana. El 16 de mayo de 1994, por orden de la Corte Suprema, CLAE fue disuelta. El 10 de octubre, por resolución SBS n°. 085-94 se forzó al cierre de varios locales. En marzo de 1997 condenaron a Manrique a ocho años de prisión.
A pesar de la clausura, no se consiguió la devolución del dinero a los aportantes durante los años siguientes, mientras que en 2008 la policía arrestó a Manrique por nuevos delitos de estafa. Tampoco el Estado autorizó asegurar a los afectados por temor a dañar la economía formal. Fue en 2017 que se formó la Comisión Liquidadora del CLAE para realizar la devolución de las aportaciones con un límite de 500 soles, a partir de los bienes de Manrique valorizados en 30 millones de dólares.

## Modelo de negocio
La empresa, al no estar regulada por las instituciones, ofrecía intereses variables de hasta un 13 % mensual o un 100 % anual desde una cuenta de ahorros. Esta operación se gestionaba a través de una red de 89 empresas encargadas de generar dinero para devolverlo a los inversores con altas tasas de interés. Los contratos, en forma de letras, se realizaron con la firma de Manrique. En 1992, la tasa fue del 20 %, superior al 6 % de la banca formal. Una de las clientas, la exministra Luisa María Cuculiza, afirmó que su dinero se habría incrementado entre el doble y el triple de lo que invirtió, aunque nunca fue devuelto tras la disolución de la empresa.
Fue en su momento, el modelo de negocio que mayor impacto tuvo en Latinoamérica hasta los años 2020, cuando Juan Carlos Reynoso hizo algo similar con la empresa Omega Pro.